# Haas VF-17
Chronologie des modèles (2017)
Haas VF-16 Haas VF-18
La Haas VF-17 est la monoplace de Formule 1 engagée par l'écurie américaine Haas F1 Team dans le cadre du championnat du monde de Formule 1 2017. Elle est pilotée par le Français Romain Grosjean et par le Danois Kevin Magnussen. Les pilotes-essayeurs sont l'Américain Santino Ferrucci et l'Italien Antonio Giovinazzi.
La monoplace change de livrée à partir du Grand Prix de Monaco, changeant le rouge pour du blanc. La livrée évolue également très légèrement lors du Grand Prix de Belgique où certaines lignes grises sont remplacées par du rouge.

## Résultats en championnat du monde de Formule 1
| Saison | Écurie       | Moteur                    | Pneus   | Pilotes         | Courses | Courses | Courses | Courses | Courses | Courses | Courses | Courses | Courses | Courses | Courses | Courses | Courses | Courses | Courses | Courses | Courses | Courses | Courses | Courses | Points inscrits | Classement |
| Saison | Écurie       | Moteur                    | Pneus   | Pilotes         | 1       | 2       | 3       | 4       | 5       | 6       | 7       | 8       | 9       | 10      | 11      | 12      | 13      | 14      | 15      | 16      | 17      | 18      | 19      | 20      | Points inscrits | Classement |
| ------ | ------------ | ------------------------- | ------- | --------------- | ------- | ------- | ------- | ------- | ------- | ------- | ------- | ------- | ------- | ------- | ------- | ------- | ------- | ------- | ------- | ------- | ------- | ------- | ------- | ------- | --------------- | ---------- |
| 2017   | Haas F1 Team | Ferrari Type 062 V6 Turbo | Pirelli |                 | AUS     | CHI     | BAH     | RUS     | ESP     | MON     | CAN     | AZE     | AUT     | GBR     | HON     | BEL     | ITA     | SIN     | MAL     | JAP     | USA     | MEX     | BRE     | ABU     | 47              | 8e         |
| 2017   | Haas F1 Team | Ferrari Type 062 V6 Turbo | Pirelli | Romain Grosjean | Abd     | 11e     | 8e      | Abd     | 10e     | 8e      | 10e     | 13e     | 6e      | 13e     | Abd     | 7e      | 15e     | 9e      | 13e     | 9e      | 14e     | 15e     | 15e     | 11e     | 47              | 8e         |
| 2017   | Haas F1 Team | Ferrari Type 062 V6 Turbo | Pirelli | Kevin Magnussen | Abd     | 8e      | Abd     | 13e     | 14e     | 10e     | 12e     | 7e      | Abd     | 12e     | 13e     | 14e     | 11e     | Abd     | 12e     | 8e      | 16e     | 8e      | Abd     | 13e     | 47              | 8e         |

Légende : ici